# Mistrzostwa Świata w Piłce Nożnej 2022 (eliminacje strefy CONCACAF)/Grupa A
Grupa A jest jedną z sześciu grup eliminacji pierwszej rundy do Mistrzostw Świata 2022. Składa się z pięciu niżej wymienionych reprezentacji:
- Salwador
- Antigua i Barbuda
- Grenada
- Montserrat
- Wyspy Dziewicze Stanów Zjednoczonych

Każda drużyna rozegra z każdą jeden mecz (u siebie lub na wyjeździe). Mecze rozpoczną się w marcu 2021. Drużyna z pierwszego miejsca awansuje do drugiej rundy.

## Tabela
| Lp. | Drużyna                              | M | Mecze | Mecze | Mecze | Bramki | Bramki | Bramki | Pkt |
| Lp. | Drużyna                              | M | W     | R     | P     | +      | −      | +/−    | Pkt |
| --- | ------------------------------------ | - | ----- | ----- | ----- | ------ | ------ | ------ | --- |
| 1.  | Salwador                             | 4 | 3     | 1     | 0     | 13     | 1      | +12    | 10  |
| 2.  | Montserrat                           | 4 | 2     | 2     | 0     | 9      | 4      | +5     | 8   |
| 3.  | Antigua i Barbuda                    | 4 | 2     | 1     | 1     | 6      | 5      | +1     | 7   |
| 4.  | Grenada                              | 4 | 1     | 0     | 3     | 2      | 5      | −3     | 3   |
| 5.  | Wyspy Dziewicze Stanów Zjednoczonych | 4 | 0     | 0     | 4     | 0      | 15     | −15    | 0   |

## Wyniki
| 25 marca 2021 00:00 CET | Antigua i Barbuda · Kirwan 23' · Bishop 45' | 2:2(2:2)Raport | Montserrat · 7' (k), 26' Taylor | Ergilio Hato Stadium, Willemstad (Curaçao) Sędzia: Melvin Orlando Matamoros |
|                         |                                             |                |                                 |                                                                             |

| 26 marca 2021 02:30 CET | Salwador · Mayen 23' · Rugamas 46' | 2:0(1:0)Raport | Grenada | Estadio Cuscatlán, San Salvador Sędzia: Kimbell Ward |
|                         |                                    |                |         |                                                      |

| 28 marca 2021 00:00 CET | Wyspy Dziewicze Stanów Zjednoczonych | 0:3(0:3)Raport | Antigua i Barbuda · 26' Byers · 34' (k.), 42' Griffith | Bethlehem Soccer Stadium, Upper Bethlehem Sędzia: Trevester Richards |
|                         |                                      |                |                                                        |                                                                      |

| 29 marca 2021 00:00 CEST | Montserrat · Taylor 89' | 1:1(0:1)Raport | Salwador · 4' Rugamas | Ergilio Hato Stadium, Willemstad (Curaçao) Sędzia: Ricangel de Leça |
|                          |                         |                |                       |                                                                     |

| 31 marca 2021 01:00 CEST | Grenada · Lewis 33' | 1:0(1:0)Raport | Wyspy Dziewicze Stanów Zjednoczonych | Kirani James Athletic Stadium, Saint George’s Sędzia: Sherwin Johnson |
|                          |                     |                |                                      |                                                                       |

| 2 czerwca 2021 23:00 CEST | Montserrat · Pond 39' · Ince 60' · Clifton 66', 83' | 4:0(1:0)Raport | Wyspy Dziewicze Stanów Zjednoczonych | Estadio Panamericano w San Cristóbal, San Cristóbal (Dominikana) Sędzia: Selvin Brown Chavarria |
|                           |                                                     |                |                                      |                                                                                                 |

| 4 czerwca 2021 22:00 CEST | Antigua i Barbuda · Browne 20' | 1:0(1:0)Raport | Grenada | Sir Vivian Richards Stadium, North Sound Sędzia: Francia González |
|                           |                                |                |         |                                                                   |

| 6 czerwca 2021 01:00 CEST | Wyspy Dziewicze Stanów Zjednoczonych | 0:7(0:2)Raport | Salwador · 23', 86' Monterrosa · 30' J. Portillo · 78', 82', 90' Rugamas · 79' Pérez | Bethlehem Soccer Stadium, Upper Bethlehem Sędzia: Ted Unkel |
|                           |                                      |                |                                                                                      |                                                             |

| 9 czerwca 2021 01:00 CEST | Grenada · Lewis 51' | 1:2(0:0)Raport | Montserrat · 85', 87' (k.) L. Taylor | Kirani James Athletic Stadium, Saint George’s Sędzia: Adonai Escobedo |
|                           |                     |                |                                      |                                                                       |

| 9 czerwca 2021 03:05 CEST | Salwador · Zavaleta 40' · Rugamas 68' · Martinez 85' | 3:0(1:0)Raport | Antigua i Barbuda | Estadio Cuscatlán, San Salvador Sędzia: Keylor Herrera |
|                           |                                                      |                |                   |                                                        |

## Strzelcy
6 goli
- David Rugamas

5 goli
- Lyle Taylor

2 gole
- Quinton Griffith
- Saydrel Lewis
- Adrian Clifton
- Marvin Monterrosa

1 gol
- D’Andre Bishop
- Rhys Browne
- Peter Byers
- Eugene Kirwan
- Nathan Pond
- Rohan Ince
- Walmer Martinez
- Gerson Mayén
- Joshua Pérez
- Juan Carlos Portillo
- Eriq Zavaleta